# Bill Freund
William Rudolph "Bill" Freund (nascido em 26 de maio de 1941) é um ex-ciclista olímpico estadunidense. Representou sua nação nos Jogos Olímpicos de Verão de 1960.